# Dorcoeax jadoti
Dorcoeax jadoti är en skalbaggsart som beskrevs av Teocchi 2001. Dorcoeax jadoti ingår i släktet Dorcoeax och familjen långhorningar. Inga underarter finns listade i Catalogue of Life.